# Cantonul Le Château-d'Oléron
Cantonul Le Château-d'Oléron este un canton din arondismentul Rochefort, departamentul Charente-Maritime, regiunea Poitou-Charentes, Franța.

## Comune
| Comune                 | Populație (1999) | Cod poștal | Cod INSEE |
| ---------------------- | ---------------- | ---------- | --------- |
| Le Château-d'Oléron    | 3 884            | 17480      | 17093     |
| Dolus-d'Oléron         | 3 145            | 17550      | 17140     |
| Saint-Trojan-les-Bains | 1 486            | 17370      | 17411     |
| Le Grand-Village-Plage | 970              | 17370      | 17485     |